# Alvin Weinberg
Pour les articles homonymes, voir Weinberg.
Alvin Martin Weinberg (20 avril 1915 – 18 octobre 2006) est un physicien américain, il administra le laboratoire national d'Oak Ridge pendant et après le projet Manhattan. Il retourna à Oak Ridge, Tennessee en 1945 et y resta jusqu'à sa mort en 2006. Il fut le premier à employer le terme « Pacte Faustien » pour décrire l'énergie nucléaire.

## Carrière
Il fut diplômé d'un doctorat en mathématiques en biophysique de l'université de Chicago en 1939, Weinberg rejoint ensuite l'équipe du projet Manhattan au Metallurgical Laboratory en septembre 1941. En collaboration avec la physicienne Katharine Way, il analyse les données des flux neutroniques des premières conceptions de réacteurs nucléaires d'Enrico Fermi pour voir s'il est possible de créer une réaction en chaîne nucléaire autonome.
L'année suivante, il fait partie du groupe théorique de Eugene Wigner qui a pour but de créer les réacteurs nucléaires qui transformeront l'uranium en plutonium.
Son mandat à Oak Ridge comprend une énorme expansion de leur division de biologie, qui étudiait les interactions des organismes biologiques avec les rayonnements ionisants et la façon d'atténuer et de traiter ces effets.
Il est l'un des précurseurs du concept de réacteur nucléaire à fission aux sels de thorium fondus.
Il est renvoyé de son  poste d'administrateur au Laboratoire national d'Oak Ridge en 1973 par l'administration Nixon pour avoir continué à soutenir le développement de réacteurs nucléaires plus sûrs, en particulier le réacteur à sels fondus, au détriment du réacteur surgénérateur à métal liquide préféré de cette administration.
Il a dirigé, fondé ou travaillé pour et avec plusieurs autres instituts/fondations/bureaux gouvernementaux liés à la recherche et au développement énergétiques. Il a écrit, sur Science and Trans-Science, un article remarquable sur l'interface entre la science et la politique ; il a également écrit plusieurs articles et a témoigné en 1977 devant une sous-commission du Congrès des États-Unis sur les émissions de CO2 et le réchauffement climatique, avant de prendre sa retraite en 1984.